# ۲۲ مرداد
۲۲ مرداد/اسد صد و چهل و ششمین روز از سال در گاه‌شماری خورشیدی است. به پایان سال ۲۱۹ روز (۲۲۰ روز در سال کبیسه) باقی‌است.

## مناسبتها
- هر ساله اوج بارش شهابی برساوشی
- روز جهانی چپ دست‌ها

## رویدادها
- ۱۴۰۲ - حمله ۱۴۰۲ حرم شاهچراغ

## زادروزها
- ۱۳۶۶ - سوگند، خواننده
- ۱۳۷۹ - پرهام مقصودلو، شطرنج باز

## درگذشت‌ها
- ۱۳۶۰ - موشق سروری، کارگردان، طراح صحنه، تهیه‌کننده و نویسنده ایرانی ارمنی‌تبار
- ۱۳۷۶ - خفاش شب، قاتل سریالی
- ۱۳۸۹ - فرامرز فرازمند، نویسنده
- ۱۴۰۱ - برومند نجفی، محیط‌بان
- ۱۴۰۲ - محمد اسماعیلی، موسیقی‌دان و نوازنده تنبک